# Milk Inc.
A Milk Inc. (Milk Incorporated), korábbi nevén La Vache („A tehén”) egy belga származású trance zenei együttes, amely 1996-ban alakult. Debütáló daluk a Cream volt, de sikert igazán a La Vache hozta meg az együttes számára. Regi Penxten, az együttes frontembere 2000-ben három énekesnő-váltás után találta meg Linda Mertenst, aki azóta is töretlenül a Milk Inc. énekesnője.

## Története
2000-ben a Walk On Water című dallal értek el sikereket Európa-szerte. Ennek készült egy európai és egy amerikai változata is. 2006-ban Európában Run című daluk lett sikeres. 2007-ben jelent meg a Sunrise, mely slágerlistákra került, majd ezt követte a Tonight. 2010-ben Ann Vervoort, az együttes énekesnője életét vesztette.
2008–2012 között tíz Milk Inc.-dal jelent meg. 2013-tól minden pénteken Q-MUSIC rádió felkérésére feldolgoznak egy zenét és azt mutatják be a rádió hallgatók számára.
Last Night a DJ Saved My Life című dalfeldolgozásukból videóklip is készült. 2014 őszén elköszöntek a rajongóktól a Don’t Say Goodbye című dallal. Regi szóló karrierbe fogott, és producerként dolgozik, Linda szülési szabadságra ment, de 2014-ben született gyermeke 2017-ben meghalt.

## Diszkográfia

### Kislemezek
| Év   | Dal                                        | Album              | Helyezés                     | Helyezés                     | Helyezés                     | Helyezés                     | Helyezés                     | Helyezés                     | Helyezés                     | Helyezés                     | Helyezés                     | Helyezés                     |
| Év   | Dal                                        | Album              | BEL (VL)                     | BEL (WL)                     | BEL (Dance)                  | UK                           | NLD                          | GER                          | FRA                          | SWE                          | AUS                          | SPA                          |
| ---- | ------------------------------------------ | ------------------ | ---------------------------- | ---------------------------- | ---------------------------- | ---------------------------- | ---------------------------- | ---------------------------- | ---------------------------- | ---------------------------- | ---------------------------- | ---------------------------- |
| 1996 | Cream                                      | Apocalypse Cow     | Vinyl Only                   | Vinyl Only                   | Vinyl Only                   | Vinyl Only                   | Vinyl Only                   | Vinyl Only                   | Vinyl Only                   | Vinyl Only                   | Vinyl Only                   | Vinyl Only                   |
| 1996 | La Vache                                   | Apocalypse Cow     | –                            | 24                           | 18                           | 23                           | 86                           | –                            | 8                            | 26                           | –                            | –                            |
| 1997 | Free Your Mind                             | Apocalypse Cow     | –                            | –                            | –                            | –                            | –                            | –                            | 19                           | 54                           | –                            | –                            |
| 1998 | Inside Of Me                               | Apocalypse Cow     | –                            | –                            | 6                            | –                            | –                            | –                            | 62                           | –                            | –                            | –                            |
| 1999 | In My Eyes                                 | Apocalypse Cow     | 2                            | –                            | 2                            | 9                            | –                            | –                            | –                            | –                            | 29                           | –                            |
| 1999 | Promise                                    | Apocalypse Cow     | 3                            | –                            | 3                            | –                            | –                            | –                            | –                            | –                            | –                            | –                            |
| 1999 | Oceans                                     | Apocalypse Cow     | 8                            | –                            | 2                            | –                            | –                            | –                            | –                            | –                            | –                            | 8                            |
| 1999 | Losing Love                                | Land Of The Living | 2                            | –                            | 1                            | –                            | –                            | –                            | –                            | –                            | –                            | 4                            |
| 2000 | Walk On Water                              | Land Of The Living | 1                            | –                            | 1                            | 10                           | 3                            | 47                           | –                            | –                            | –                            | 1                            |
| 2000 | Land Of The Living                         | Land Of The Living | 2                            | –                            | 2                            | 18                           | 16                           | –                            | –                            | –                            | –                            | 7                            |
| 2001 | Livin' a Lie                               | Land Of The Living | 3                            | –                            | 3                            | –                            | 44                           | 56                           | –                            | –                            | –                            | 4                            |
| 2001 | Don't Cry                                  | Land Of The Living | Promotional Single Only      | Promotional Single Only      | Promotional Single Only      | Promotional Single Only      | Promotional Single Only      | Promotional Single Only      | Promotional Single Only      | Promotional Single Only      | Promotional Single Only      | Promotional Single Only      |
| 2001 | Never Again                                | Land Of The Living | 17                           | –                            | 2                            | –                            | 69                           | –                            | –                            | –                            | –                            | 1                            |
| 2001 | Wide Awake                                 | Closer             | 2                            | –                            | 9                            | –                            | 50                           | –                            | –                            | –                            | –                            | 1                            |
| 2002 | Sleepwalker                                | Closer             | 6                            | –                            | 2                            | –                            | –                            | –                            | –                            | –                            | –                            | 5                            |
| 2002 | Breathe Without You                        | Closer             | 7                            | –                            | 7                            | –                            | 45                           | 92                           | –                            | –                            | –                            | 5                            |
| 2003 | Time                                       | Closer             | 10                           | –                            | 4                            | –                            | –                            | –                            | –                            | –                            | –                            | –                            |
| 2003 | The Sun Always Shines on T.V. (a-ha cover) | Closer             | 5                            | –                            | 2                            | –                            | 82                           | 71                           | –                            | –                            | –                            | –                            |
| 2004 | I Don't Care (Featuring Silvy)             | Closer             | 3                            | –                            | 7                            | –                            | 66                           | –                            | –                            | –                            | –                            | –                            |
| 2004 | Whisper                                    | Supersized         | 1                            | –                            | 14                           | –                            | –                            | –                            | –                            | –                            | –                            | –                            |
| 2005 | Blind                                      | Supersized         | 5                            | –                            | 2                            | –                            | –                            | –                            | –                            | –                            | –                            | –                            |
| 2005 | Go To Hell                                 | Supersized         | 4                            | –                            | 7                            | –                            | –                            | –                            | –                            | –                            | –                            | –                            |
| 2006 | Tainted Love                               | Supersized         | 7                            | –                            | 2                            | –                            | 37                           | –                            | –                            | –                            | –                            | –                            |
| 2006 | Run                                        | Supersized         | 7                            | –                            | 14                           | –                            | 56                           | –                            | –                            | –                            | –                            | –                            |
| 2006 | No Angel                                   | Supersized         | 10                           | –                            | 12                           | –                            | –                            | –                            | –                            | –                            | –                            | –                            |
| 2007 | Sunrise                                    | Forever            | 3                            | –                            | –                            | –                            | 13                           | –                            | –                            | –                            | –                            | –                            |
| 2007 | Tonight                                    | Forever            | 6                            | –                            | –                            | –                            | 44                           | –                            | –                            | –                            | –                            | –                            |
| 2008 | Forever                                    | Forever            | 7                            | –                            | –                            | –                            | 91                           | –                            | –                            | –                            | –                            | –                            |
| 2008 | Race                                       | Forever            | 18                           | –                            | 10                           | –                            | –                            | –                            | –                            | –                            | –                            | –                            |
| 2009 | Blackout                                   | Nomansland         | 1                            | –                            | –                            |                              | 84                           | –                            | –                            | –                            | –                            | –                            |
| 2009 | Guilty                                     | Forever            | Canadian Digital Single Only | Canadian Digital Single Only | Canadian Digital Single Only | Canadian Digital Single Only | Canadian Digital Single Only | Canadian Digital Single Only | Canadian Digital Single Only | Canadian Digital Single Only | Canadian Digital Single Only | Canadian Digital Single Only |
| 2010 | Storm                                      | Nomansland         | 1                            | 7                            | 3                            | –                            | –                            | –                            | –                            | –                            | –                            | –                            |
| 2010 | Chasing The Wind                           | Nomansland         | 10                           | –                            | 17                           | –                            | –                            | –                            | –                            | –                            | –                            | –                            |
| 2011 | Fire                                       | Nomansland         | 5                            | –                            | –                            | –                            | –                            | –                            | –                            | –                            | –                            | –                            |
| 2011 | Shadow                                     | Nomansland         | 42                           | –                            | –                            | –                            | –                            | –                            | –                            | –                            | –                            | –                            |
| 2011 | I'll Be There [La Vache]                   | 15                 | 6                            | –                            | –                            | –                            | –                            | –                            | –                            | –                            | –                            | –                            |
| 2012 | Miracle                                    | TBA                | 16                           | –                            | –                            | –                            | –                            | –                            | –                            | –                            | –                            | –                            |
| 2013 | Last Night a DJ Saved My Life              | TBA                | 3                            | –                            | –                            | –                            | –                            | –                            | –                            | –                            | –                            | –                            |

### Albumok
| Év   | Dal                   | Helyezés | Helyezés | Helyezés | Album helyezés (Ultratop) |
| Év   | Dal                   | BEL (VL) | UK       | DUT      | Album helyezés (Ultratop) |
| ---- | --------------------- | -------- | -------- | -------- | ------------------------- |
| 1998 | Apocalyps(e) Cow      | 5        | —        | —        |                           |
| 2000 | Land Of The Living    | 26       | —        | 58       |                           |
| 2001 | Double Cream          | 39       | —        | —        |                           |
| 2002 | Milk Inc.             | —        | 47       | —        |                           |
| 2003 | Closer                | 11       | —        | —        |                           |
| 2004 | Best Of Milk Inc.     | —        | —        | —        |                           |
| 2005 | Essential             | —        | —        | —        |                           |
| 2006 | Supersized            | 3        | —        | —        | - Platinum                |
| 2007 | Best Of               | 2        | —        | —        | - Gold                    |
| 2008 | Forever               | 1        | —        | —        | - 2x Platinum             |
| 2011 | Nomansland            | 1        | —        | —        | - Gold                    |
| 2011 | 15 - The Very Best Of | 4        | —        | —        |                           |

### Videó klipek
| Év   | Dal                           | Rendező         |
| ---- | ----------------------------- | --------------- |
| 1997 | La Vache                      | Caswell Coggins |
| 1997 | Free Your Mind                | Caswell Coggins |
| 1998 | Inside Of Me                  | Caswell Coggins |
| 1999 | Oceans                        | Steven Buyse    |
| 2000 | Land Of The Living            | Filip Vandueren |
| 2001 | Walk On Water                 | Frank Schneider |
| 2001 | Livin' A Lie                  | Peter van Eyndt |
| 2001 | Never Again                   | Peter van Eyndt |
| 2001 | Wide Awake                    | Peter van Eyndt |
| 2002 | Walk On Water                 | Stuart Fryer    |
| 2002 | In My Eyes                    | Damian Bromley  |
| 2002 | Land Of The Living            | Andreas Tibblin |
| 2002 | Sleepwalker                   | Peter van Eyndt |
| 2002 | Breathe Without You           | Peter van Eyndt |
| 2003 | Time                          | Peter van Eyndt |
| 2003 | The Sun Always Shines on T.V. | Alex Diezinger  |
| 2004 | I Don't Care                  | Raf Verbeemen   |
| 2004 | Whisper                       | Peter van Eyndt |
| 2005 | Blind                         | Peter van Eyndt |
| 2005 | Go To Hell                    | —               |
| 2006 | Tainted Love                  | The Black Sheep |
| 2006 | Run                           | Peter van Eyndt |
| 2006 | No Angel                      | Peter van Eyndt |
| 2007 | Sunrise                       | Peter van Eyndt |
| 2007 | Tonight                       | Peter van Eyndt |
| 2008 | Forever                       | Alex Diezinger  |
| 2008 | Race                          | —               |
| 2009 | Blackout                      | Peter van Eyndt |
| 2010 | Storm                         | Peter van Eyndt |
| 2010 | Chasing the Wind              | —               |
| 2011 | Fire                          | —               |
| 2011 | Shadow                        | —               |
| 2012 | Miracle                       | —               |